# Limes Saxoniae

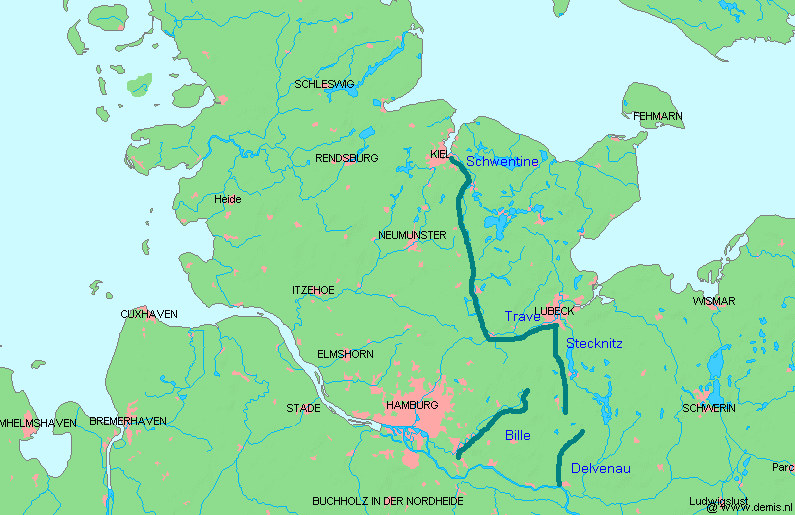
Limes Saxoniae

Limes Saxoniae (latin: "Saxiska gränsen"; se Limes), även känd som Sachsenwall, var en befästningskedja som etablerades cirka 810 av frankerna.
Syftet var att skydda Sachsen från de slaviska obotriterna som levde i de östra delarna av dagens Schleswig-Holstein.